# Enrico Del Debbio
Enrico Del Debbio (* 26. Mai 1881 in Carrara; † 12. Juli 1973 in Rom) war ein italienischer Architekt und Hochschullehrer. 

Foro Italico: Stadio dei Marmi und Palazzo della Farnesina

Seine Haupttätigkeit entfaltete Del Debbio während der Periode der Diktatur Benito Mussolinis, als Gestalter des Foro Mussolini und des benachbarten Palazzo del Littorio, der faschistischen Parteizentrale, die heute unter dem Namen Palazzo della Farnesina als Außenministerium genutzt wird. Gelegentlich zeigte er sich dabei auch von der Strömung des Razionalismo beeinflusst, seine Hauptwerke aus dieser Periode sind aber typische Herrschaftsarchitektur.
Del Debbio war 1922 bis 1962 Dozent an der Fakultät für Architektur in Rom und 1952–68 Mitglied der Kommission für Urbanistik und der städtischen Baukommission in Rom. Nach 1945 orientierten sich seine Bauten eher am Beispiel der skandinavischen Moderne. Sein Lebenslauf kann, wie jener von Marcello Piacentini, als Beispiel der Flexibilität, pragmatischen Wandlungsfähigkeit und systemübergreifenden Kontinuität im italienischen Architektenstand des 20. Jahrhunderts gelten.